# Gomyoscelis adebratti
Gomyoscelis adebratti är en skalbaggsart som beskrevs av Dégallier 2001. Gomyoscelis adebratti ingår i släktet Gomyoscelis och familjen stumpbaggar. Inga underarter finns listade i Catalogue of Life.